# 중국 실험용 고속로

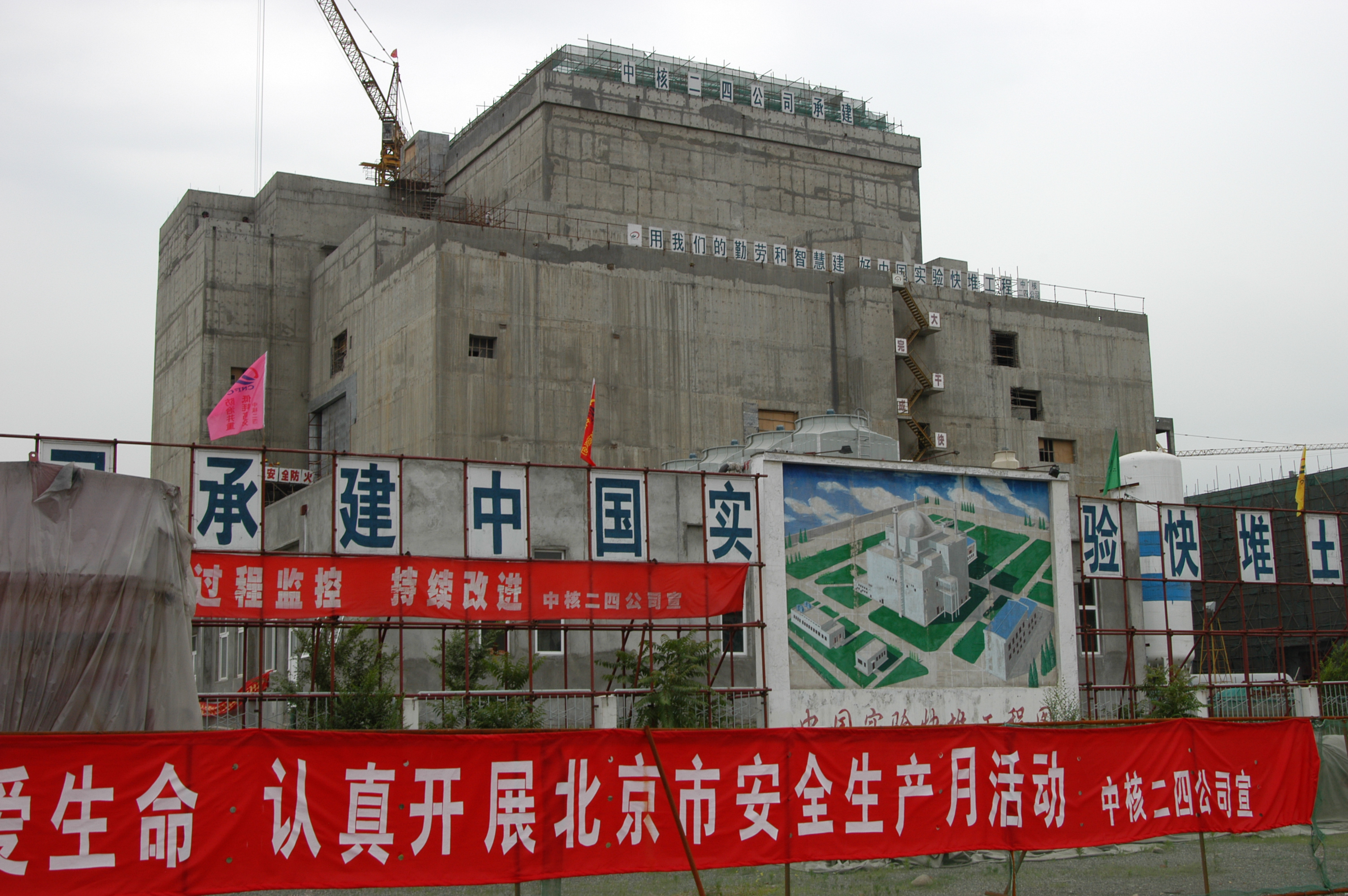

중국 실험용 고속로(中国实验快堆, China Experimental Fast Reactor, CEFR)는 중국이 2010년 준공한 전기출력 20 MWe, 열출력 65 MWt인 소듐 냉각 고속원자로이다. 중국이 개발한 최초의 고속증식로이다. 이로써 중국은 세계 8번째 고속증식로 보유국이 되었다. 2011년 발전을 시작했다.

## 같이 보기
- CEFR